# Miles City
Miles City est une ville américaine, siège du comté de Custer dans l'est du Montana. La population de la ville s'élevait à 8 487 habitants en 2000.

## Histoire
Après la bataille de Little Bighorn en 1876, l’armée américaine créa des forts dans l'est du Montana. Un de ces forts fut construit au confluent entre les rivières Tongue et Yellowstone. Fort Keogh, du nom d'un des soldats morts pendant la bataille, s'agrandit rapidement et son commandant, le général Nelson Miles, parvint à mater la rébellion indienne. C'est ainsi que ce lieu fut ensuite dénommé Milestown ou maintenant Miles City.

## Personnalité liée à la ville
- Maurice Hilleman, microbiologiste, est né à Miles City.